# Separation and Purification Reviews
Separation and Purification Reviews (abrégé en Sep. Purif. Rev.) est une revue scientifique à comité de lecture. Ce trimestriel publie des articles de revue concernant tous les aspects de séparation et de purification en chimie.
D'après le Journal Citation Reports, le facteur d'impact de ce journal était de 2,824 en 2014. Actuellement, le directeur de publication est Alain Berthod (Université Claude Bernard Lyon 1, France).

## Histoire
Au cours de son histoire, le journal a changé de nom :
- Separation and Purification Methods, 1973-2003  (ISSN 0360-2540)
- Separation and Purification Reviews, 2004-en cours  (ISSN 1542-2119)